# يولكا (مغنية)
إليزافيتا فالديماروفنا إيفانتسيف (بالروسية: Елизаве́та Вальдема́ровна Иванци́в؛ الأوكرانية: Єлизаве́та Вальдема́рівна Іванці́в ، لغة رومانيدية: Yelizavrain ، ванці́в ، لغة رومانية: Yelizavrain) مؤلفة أغاني ومذيعة وممثلة أوكرانية، فازت بجائزة «أفضل مغنية في الموسيقى الشعبية» في حفل جوائز الموسيقى الوطنية الروسية في عام 2016.